# Viquipèdia en romanès
La viquipèdia en romanès és l'edició de la Viquipèdia en llengua romanesa i una de les vint primeres en nombre d'articles. Aquesta versió va començar el juliol de 2003 i va superar els 100000 articles a principis de 2008.
El seu primer usuari, de sobrenom Gutza, va contactar amb les universitats i mitjans romanesos per atreure contribuïdors, en operacions de publicitat que serien imitades per altres viquipèdies.
La viquipèdia en romanès va patir una escissió quan es va autoritzar una edició en moldau, edició que va ser clausurada per considerar-se el mateix idioma, fet que va portar a nombroses guerres d'edicions.